# Hanna Rovina
Hanna Rovina, nota anche con lo pseudonimo di Robina (in ebraico חנה רובינא‎?; Berezino, 15 settembre 1888 – Tel Aviv, 3 febbraio 1980), è stata un'attrice teatrale e attrice cinematografica israeliana, riconosciuta ufficialmente come la "Primadonna del teatro ebraico".

## Biografia
Nata in Bielorussia, nell'Impero russo, Hanna Rovina studiò inizialmente per diventare insegnante d'asilo in un corso per insegnanti di lingua ebraica in Polonia.
Iniziò la carriera nella recitazione al "Teatro Ebraio" di Nahum Tzemach. Nel 1917 si unì alla troupe del Teatro Habimah durante gli anni d'esordio di quest'ultimo, dove partecipò alla sua prima produzione, uno spettacolo di Evgenij Vachtangov. Divenne successivamente famosa per aver interpretato il ruolo di Leah'le, una giovane sposa che viene posseduta da un demone in The Dybbuk di Semën An-skij.
Rovina e gli altri attori della troupe dell'Habimah emigrarono in Palestina nel 1928. Lì l'attrice diventò presto un simbolo del teatro ebraico emergente, specialmente dell'Habimah, che divenne il più importante del nuovo movimento del teatro nazionale. Per molti anni l'icona rappresentativa del Teatro Habimah sarebbe stata una ragazza in camicia da notte con due lunghe trecce: Rovina nel suo ruolo di Leah'le.

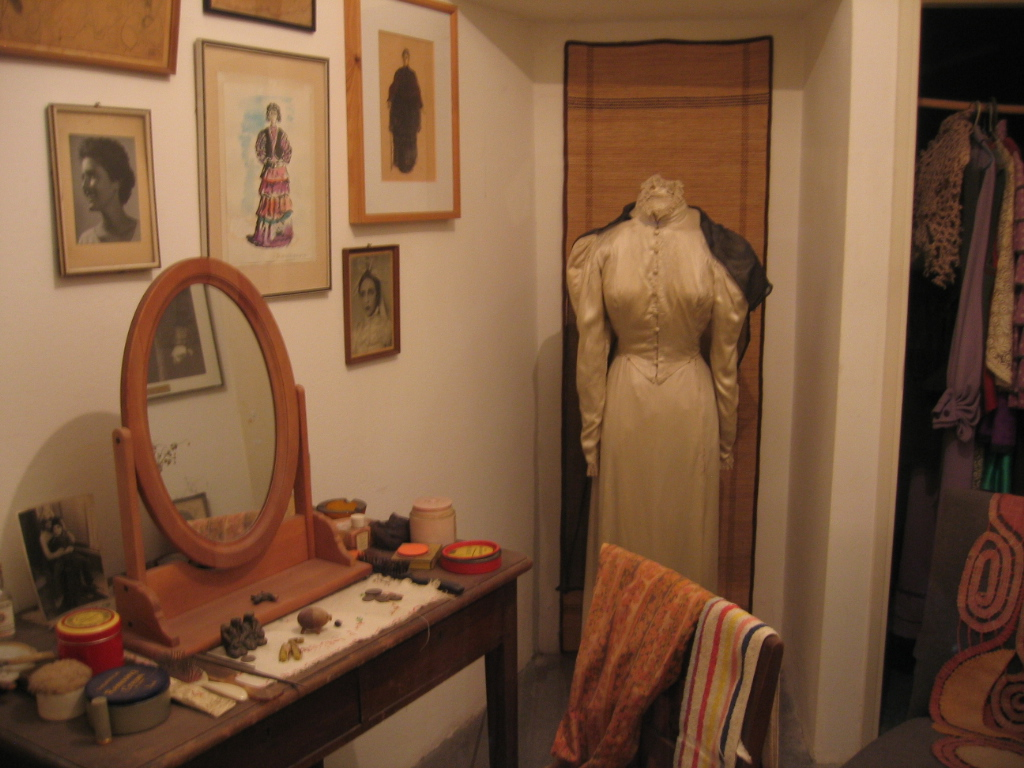
Il camerino di Hanna Rovina nel Teatro Habimah.

Rovina ha interpretato ogni suo ruolo esaltando le espressioni drammatiche e immergendosi totalmente nel personaggio, come volevano le regole principali della scuola di recitazione Stanislavskij. Fuori dai riflettori della carriera teatrale, Rovina è stata un'anticonformista, avendo anche un figlio fuori dal vincolo matrimoniale con il poeta ebreo Alexander Penn, una pratica molto inusuale per l'epoca e la cultura in cui si trovava. Il suo stile di vita le procurò molti ammiratori, anche fra persone che non frequentavano l'ambiente del teatro. Tra questi lo scrittore Nissim Aloni, che scrisse un'opera specialmente per lei, Aunt Liza. Ovviamente, l'attrice ha interpretato la protagonista dell'opera.
Rovina aveva un atteggiamento molto rigido verso il teatro, in particolar modo aveva alti standard di comportamento verso il pubblico stesso. Spesso si trovò a finire uno spettacolo a metà quando credeva che il pubblico non si stava comportando in modo adeguato. In un esempio famoso, una volta fermò l'opera Hannah Senesh esattamente nel mezzo di una scena in movimento, nella quale la protagonista si trovava a visitare sua figlia in prigione prima dell'esecuzione. Rivolgendosi a un gruppo di bambini in età scolastica nel pubblico, gridò loro di smettere di masticare rumorosamente semi di girasole.
Rovina ha ricevuto il "Premio Israele" per il teatro nel 1956. L'attrice rimase professionalmente attiva fino alla sua morte, avvenuta nel 1980.
Nel 2005 è stata votata al 162º posto tra i più grandi israeliani di tutti i tempi, in un sondaggio creato dal sito web israeliano Ynet per determinare quali fossero i 200 più grandi israeliani secondo il pubblico.

## Filmografia
- Iris (1965, regia di David Greenberg)
- Shabbat Hamalka (1968, regia di Ilan Eldad)